# Mauritz Stiller
Mauritz Stiller, all'anagrafe Moshe Stiller (Helsinki, 17 luglio 1883 – Stoccolma, 18 novembre 1928), è stato un regista e attore finlandese.

## Biografia
Di famiglia ebraica di origine polacca, si dedicò inizialmente al teatro, divenendo apprezzato attore e regista sulle scene finlandesi e svedesi e, fra il 1910 e il 1912, impresario e regista del Lilla Teatern di Stoccolma, del quale continuò l'orientamento prevalentemente di avanguardia, succedendo ad August Strindberg. 
Accostatosi al cinema nel 1911, vi trovò felice ispirazione divenendo in breve, insieme a Victor Sjöström, il regista più importante del periodo aureo della cinematografia svedese. 
Dotato di un estro raffinatissimo e di uno spiccato senso del ritmo e della composizione cinematografica, Stiller dopo De svarta maskerna (Le maschere nere, del 1912), in cui diede prova di una brillante tecnica di montaggio, si impose con alcuni film di contenuto drammatico rispecchianti le tendenze di fondo del cinema e della letteratura scandinavi. Tra questi particolarmente validi sono Herr Arnes pennigar (Il tesoro del signor Arne) e Gösta Berlings saga (I cavalieri di Ekebù) in cui il regista rivelò il talento di Greta Garbo. 
Il suo ingegno versatile si riversò anche nella commedia riuscendo con Erotikon (Verso la felicità, del 1920) a creare un nuovo stile, sottilmente allusivo, dove le situazioni scabrose erano condotte con brillante misura, senza cadute nella farsa. Stile a cui si rifaranno più tardi Ernst Lubitsch, Frank Capra e altri maestri della cosiddetta commedia sofisticata. Successivamente Stiller si trasferì ad Hollywood con la Garbo ma una grave malattia ed una serie di contrasti con i produttori americani lo indussero a tornare definitivamente in Svezia.

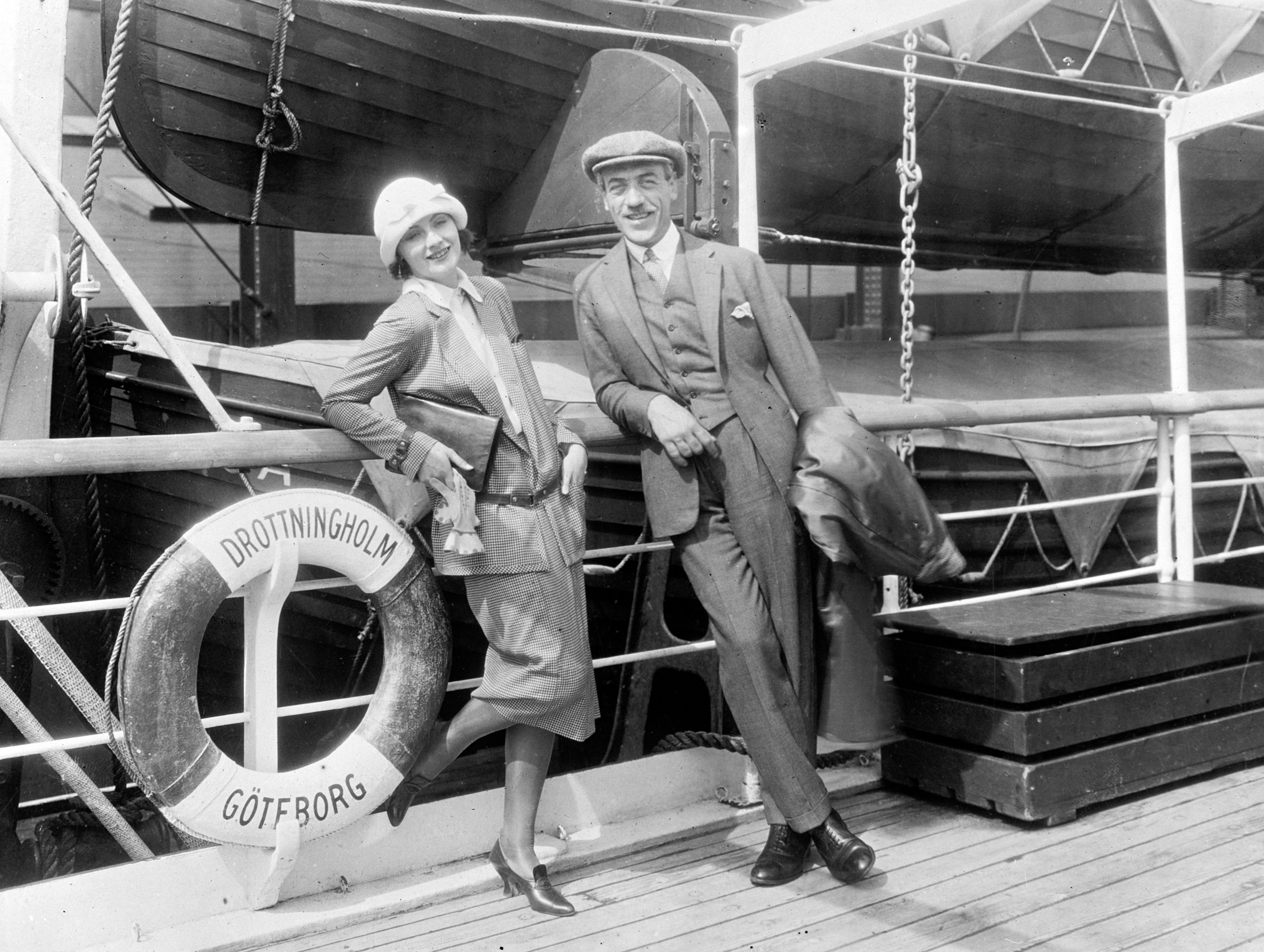
Mauritz Stiller fotografato con Greta Garbo nel 1925

## Filmografia

### Regista (parziale)
- Den tyranniske fästmannen (1912)
- Mor och dotter (1912)
- De svarta maskerna (1912)
- Gränsfolken (Una disputa di frontiera) (1913)
- Madame de Thèbes (1915)
- Hämnaren (1915)
- Balletprimadonnan (1916)
- Kärlek och journalistik (1916)
- Vingarne (1916)
- Thomas Graals bästa film (1917)
- Thomas Graals bästa barn (1918)
- Herr Arnes penningar (Il tesoro del signor Arne) (1919)
- Il canto del fiore rosso (Sången om den eldröda blomman) (1919)
- Erotikon (Verso la felicità) (1920)
- Johan (1921)
- La leggenda di Gösta Berling (Gösta Berlings saga) (1924)
- Hotel Imperial (L'ultimo addio) (1927)
- La via del male (Street of Sin) (1928)

### Sceneggiatore (parziale)
- Den tyranniske fästmannen (1912)
- Vingarne, regia di Mauritz Stiller (1916)
- Johan, regia di Mauritz Stiller (1921)
- La leggenda di Gösta Berling (Gösta Berlings saga), regia di Mauritz Stiller (1924)

### Attore (parziale)
- I lifvets vår, regia di Paul Garbagni (1912)
- Vingarne, regia di Mauritz Stiller (1916)
- La tentatrice (The Temptress), regia di Fred Niblo (1926)